# Stranice (Zreče, Slovenija)
Stranice je naselje u slovenskoj Općini Zreču. Stranice se nalazi u pokrajini Štajerskoj i statističkoj regiji Savinjskoj. 

## Stanovništvo
Prema popisu stanovništva iz 2002. godine naselje je imalo 193 stanovnika.